# Bauingenieur (Zeitschrift)
Bauingenieur ist eine deutschsprachige Fachzeitschrift für das Bauwesen. Die 1920 als Der Bauingenieur gegründete Publikation erscheint zehnmal jährlich und ist das offizielle Organ des Fachbereichs Bautechnik im Verein Deutscher Ingenieure (VDI).
Die Zeitschrift richtet sich vor allem an Ingenieure und Techniker aus dem Bauwesen und enthält Fachaufsätze zu Themen aus dem Massivbau, Stahlbau, Brückenbau, Tunnelbau, der Geotechnik sowie zu neuer Bausoftware und Normen. Sie deckt damit praktisch alle Bereiche des konstruktiven Ingenieurbaus ab. Die Hauptaufsätze sind immer „peer-reviewed“, d. h. die inhaltliche Qualität des Aufsatzes wird stets von einem Fachmann aus dem gleichen Fachgebiet begutachtet. Die Zeitschrift ist im Science Citation Index Expanded und im Web of Science (ISI) gelistet und hatte 2015 einen Impact Faktor von 0,866.
Da sich die Zielgruppe zum Großteil aus Entscheidungsträgern zusammensetzt, nutzen viele Unternehmen der Bauwirtschaft die Zeitschrift, um ihre Produkte in Werbeanzeigen vorzustellen.